# Acalolepta semidegenera
Acalolepta semidegenera là một loài bọ cánh cứng trong họ Cerambycidae.